# Friesea quinta
Friesea quinta är en urinsektsart som beskrevs av Christiansen och Bellinger 1974. Friesea quinta ingår i släktet Friesea och familjen Neanuridae. Inga underarter finns listade i Catalogue of Life.